# Nymphargus
Nymphargus és un gènere de granotes de la família Centrolenidae.

## Taxonomia
- Nymphargus anomalus
- Nymphargus armatus
- Nymphargus bejaranoi
- Nymphargus buenaventura
- Nymphargus cariticommatus
- Nymphargus chami
- Nymphargus chancas
- Nymphargus cochranae
- Nymphargus cristinae
- Nymphargus garciae
- Nymphargus griffithsi
- Nymphargus ignotus
- Nymphargus laurae
- Nymphargus luminosa
- Nymphargus luteopunctatus
- Nymphargus megacheirus
- Nymphargus mixomaculatus
- Nymphargus nephelophila
- Nymphargus oreonympha
- Nymphargus phenax
- Nymphargus pluvialis
- Nymphargus posadae
- Nymphargus prasinus
- Nymphargus rosada
- Nymphargus ruizi
- Nymphargus siren
- Nymphargus spilotus
- Nymphargus truebae
- Nymphargus vicenteruedai
- Nymphargus wileyi